# ノヴァヤ・ラドガ
座標: 北緯60度06分 東経32度18分 / 北緯60.100度 東経32.300度

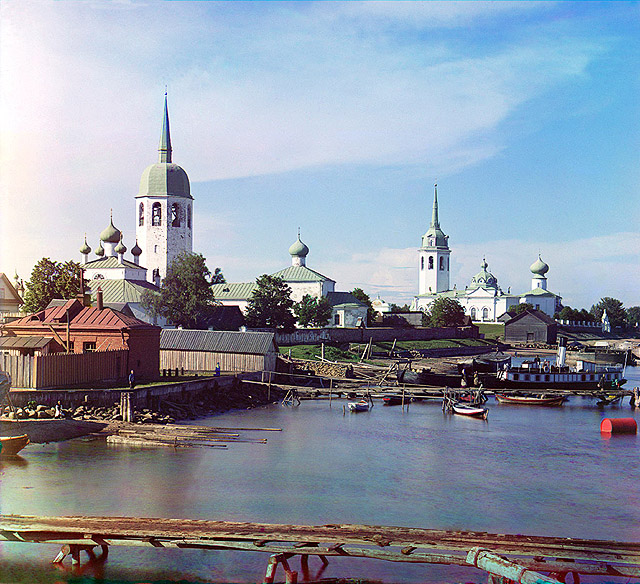
ノヴォヤ・ラドガのニコロ＝メドヴェドスキー修道院（1911年撮影の写真）

ノヴァヤ・ラドガ（ロシア語: Но́вая Ла́дога、ラテン文字表記の例: Novaya Ladoga）は、ロシア・レニングラード州の中部にある町。人口は7,432人（2021年）。
州都サンクトペテルブルクからは東へ140キロメートル。最寄りの街は20キロメートルほど離れたシャシストロイとヴォルホフ。ヴォルホフ川の数キロメートル上流（南）には、ロシア最初の首都ともされる古都スタラヤ・ラドガ（「旧ラドガ」）がある。ラドガ湖へヴォルホフ川が流入する場所にある。

## 歴史
現在のノヴァヤ・ラドガの場所には、15世紀からニコロ＝メドヴェドスキー修道院があり、その付近には付属の集落（スロボダ）もあったが、すぐ上流にはラドガ（スタラヤ・ラドガ）の街があるため存在感は薄かった。大北方戦争中の1702年から1704年、ピョートル1世は前線に近いこの地に造船所を築き、修道院を要塞化してスタラヤ・ラドガの住民に修道院付近に移住するよう命じた。
こうして作られたノヴァヤ・ラドガ（「新ラドガ」）の街は、ヴォルホフ川とラドガ湖を介したモスクワとサンクトペテルブルク間の水運の中継地となり、18世紀から19世紀にかけて、ラドガ湖南岸を迂回するラドガ運河とヴォルガ・バルト水路が建設されると、ラドガ運河の通るノヴァヤ・ラドガは繁栄した。
1860年代には古いラドガ運河に並行して新しいラドガ運河が建設されたが、鉄道がヴォルホフを通って敷設されると水運の重要性は衰えた。
1941年から1945年の独ソ戦ではノヴァヤ・ラドガは赤軍の水上部隊の拠点となり、レニングラード包囲戦で孤立したレニングラード市に対して2年間にわたりラドガ湖上を経由した補給活動を続けた。

## 経済
今日のノヴァヤ・ラドガの主な企業は、造船所、電子部品工場、その他繊維工場などがある。またラドガ湖での漁業もおこなわれている。
15世紀の修道院や18世紀の聖堂群、近隣にあるスタラヤ・ラドガの遺跡など、周囲には歴史的な見どころも多い。